# Samguk yusa

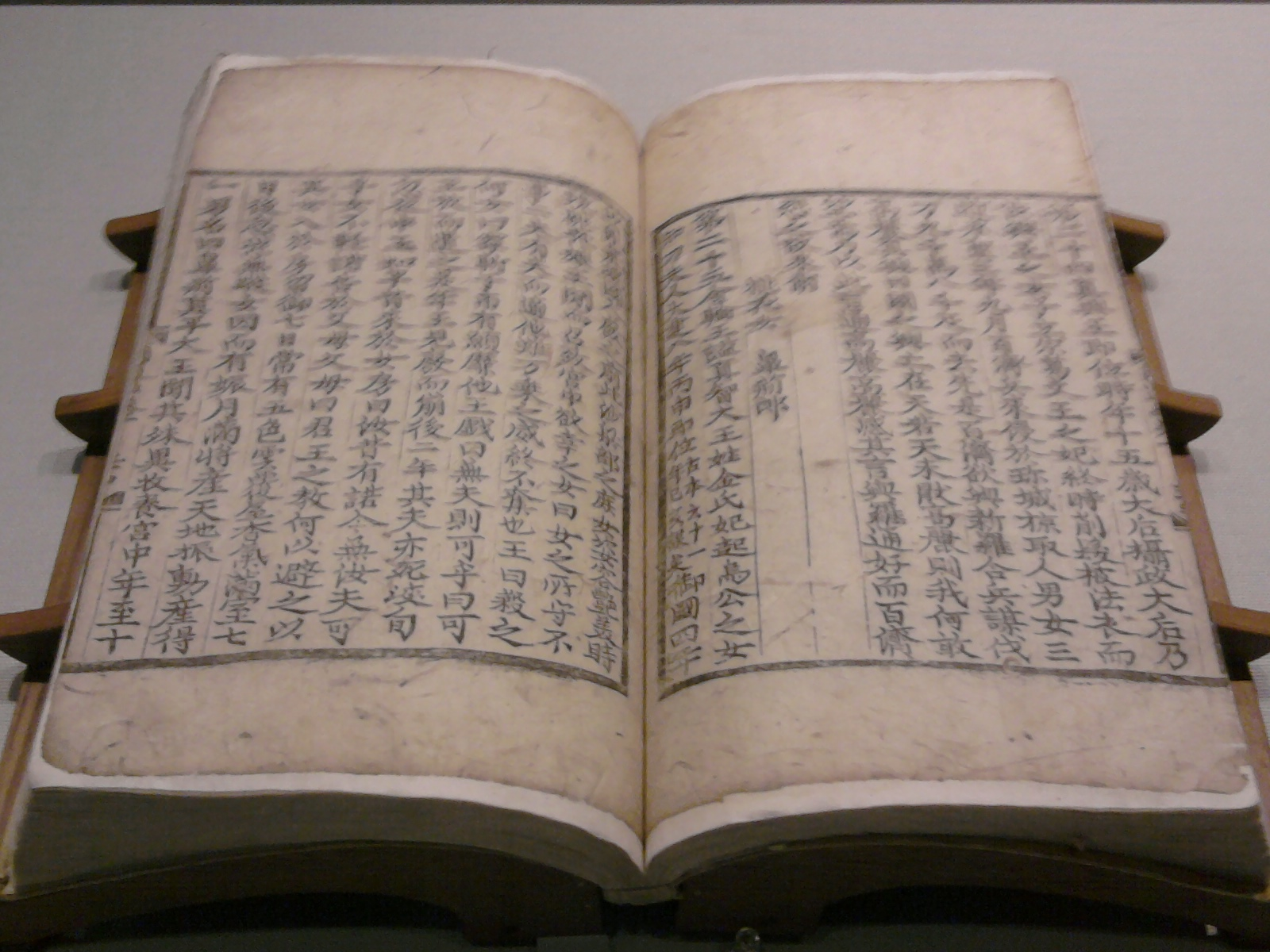
Il Samguk yusa esposto all'Istituto di studi coreani Kyujanggak dell'Università di Seul.

Il Samguk yusa (삼국유사?, 三國遺事?; lett. "Memorie dei Tre Regni") è una delle più importanti opere storiografiche dell'antica Corea, scritta dal monaco buddhista Iryeon (1206-1289) e completata nel 1280.
Il Samguk yusa è meno analitico rispetto al Samguk sagi di Kim Bu-sik (1145), in quanto privilegia l'aspetto esotico e favoloso delle tradizioni storiche; per questo, si propone più come testo epico che storico.
Comprende cinque libri: il primo libro tratta miti e saghe di fondazione dei Tre regni in cui era divisa l'antica Corea (Goguryeo, Baekje e Silla) e aneddoti vari; il secondo libro riporta fatti fantastici e non, che coinvolsero i sovrani di Silla; il terzo si occupa dell'arrivo e della diffusione del Buddhismo in Corea e dei principali monumenti buddhisti del tempo; il quarto riporta aneddoti vari sui monaci buddhisti famosi e il quinto libro comprende aneddoti e racconti popolari di vario tipo.
Il testo era originariamente scritto in cinese arcaico, impiegato come lingua colta dai letterati coreani del tempo e primo metodo di scrittura conosciuto.

## Retroscena
Il Samguk yusa fu scritto nel Tempio Ingak nel XIII secolo. L'autore, Il-yeon, divenne monaco all'età di otto anni nel 1214, lavorando come abate in vari templi, partecipando a conferenze reali su ordine del re e ospitando importanti eventi buddisti fino alla sua morte nel 1289. Il libro fu scritto durante la conquista mongola dell'Europa e dell'Asia orientale, comprese Cina e Corea. La Corea fu invasa per la prima volta nel 1231 e ciò portò un colpo devastante alla vita dei coreani distruggendo preziose proprietà culturali, registrazioni e letteratura. Questa invasione spinse Il-yeon a proteggere tutto il folklore e le storie tramandate. Il-yeon raccolse e analizzò molte opere della cultura coreana per un lungo periodo di tempo prima della stesura del Samguk yusa. Il-yeon, che morì nel tempio dopo il completamento del Samguk yusa, era noto per la cura dei cittadini comuni che soffrivano sotto il dominio mongolo durante la fine del periodo Goryeo. Inoltre, Il-yeon rifiutò la posizione più alta di Sacerdote del Regno per prendersi cura della madre anziana. La penisola coreana non era ancora unita quando fu composto il Samguk yusa, quindi si ritiene da tempo che uno dei miti del Samguk yusa, Dangun, considerato la radice di tutti i coreani, abbia contribuito all'idea di "un sangue, una nazione" tra di loro, oltre ad aver aiutato sé stessi a considerarsi come una "razza sanguigna comune". Tuttavia, c'è anche la critica che il senso di un unico sangue potrebbe portare non solo a emarginare coloro che non sono considerati "genuinamente coreani", ma anche a restringere i diversi modi in cui le persone potrebbero considerarsi coreane, eliminando diversi e possibili punti di vista che non sono radicati in questa mitologia conservatrice. Per onorare e tramandare i successi e la vita di Il-yeon, il tempio di Ingak organizza festival annuali come il Festival culturale del Samguk yusa sotto l'assistenza del Ministero della Cultura e del Turismo, e le attività del festival includono un seminario accademico per accademici, un concorso di scrittura per poesie o saggi e la recitazione di poesie.

## Contenuti

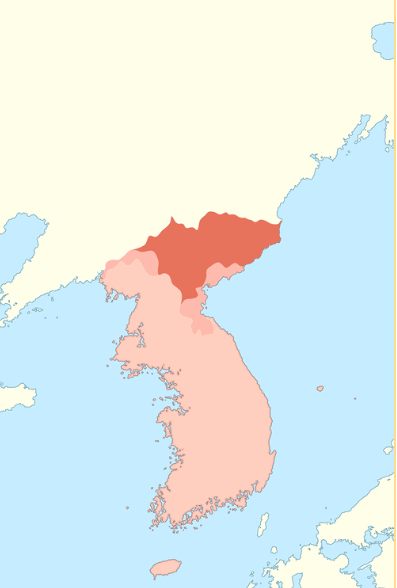
La dinastia Goryeo a metà XIV secolo.

Il Samguk yusa è composto da un totale di cinque volumi e due libri e, a parte i volumi, è composto da nove libri, tra cui Wangryeok, Gii, Heungbeop, Tapsang, Uihae, Sinju, Gamtong, Pieun e Hyo-seon. Wangryeok è una breve cronologia dei Tre Regni: Garakguk, Taebong e Hubaekje. Gii contiene l'archivio da Gojoseon al tardo periodo dei Tre Regni; l'obiettivo di Gii è scritto all'inizio del passaggio. Heungbeop parla dell'ascesa del buddhismo nei Tre Regni e Tapsang include pagode e immagini buddhiste. Uihae contiene racconti di monaci famosi durante il periodo Silla. Sinju include i racconti sui miracoli avvenuti attraverso il buddhismo esoterico durante la dinastia Silla. Gamtong parla di storie di devozione. Pieun racchiude le leggende di eroi solitari. Hyoseon contiene racconti popolari di pietà filiale e virtù buddhiste. Sebbene sia diviso in molte parti, la composizione dell'intero libro può essere brevemente descritta di seguito:
| Volume   | Parte  | Tema                                                                            |
| -------- | ------ | ------------------------------------------------------------------------------- |
| Volume 1 | Part 1 | Records of the Kings, Records of Great Wonders 1 (The Founding of the Kingdoms) |
| Volume 2 | Part 2 | Records of Great Wonders 2 (United Silla)                                       |
| Volume 3 | Part 3 | Rise of Buddhism                                                                |
| Volume 3 | Part 4 | Pagodas and Buddhist Images                                                     |
| Volume 4 | Part 5 | Anecdotes of Renowned Monks                                                     |
| Volume 5 | Part 6 | Tales of Divination and miracles                                                |
| Volume 5 | Part 7 | Emotional Tales of Devotion                                                     |
| Volume 5 | Part 8 | Seclusion                                                                       |
| Volume 5 | Part 9 | Stories of Filial Piety                                                         |

## Datazione e paternità

Il-yeon, autore del Samguk Yusa

Il testo è stato scritto in cinese classico, utilizzato dai coreani alfabetizzati al momento della sua composizione. Si ritiene che la prima versione del testo sia stata compilata intorno al 1280 e la prima pubblicazione esistente del testo risale al 1512 d.C.
Studiosi coreani del XX secolo come Choe Nam-seon stabilirono che il monaco buddhista Il-yeon (1206–1289) fu il principale scrittore del testo, sulla base del fatto che il suo nome (e il suo titolo ufficiale completo) era indicato nel quinto fascicolo. Questo punto di vista è ampiamente accettato tra gli studiosi moderni. Si ritiene che la compilazione sia stata ampliata dal discepolo di Il-yeon Mu-guk (1250–1322) e da molti altri prima della versione definitiva del 1512.
Ha Chongnyong e Yi Kunjik produssero un'edizione critica del Samguk yusa nel 1997. Secondo Ha Chongnyong, Il-yeon ha scritto solo il quinto fascicolo, poiché il suo nome è menzionato solo in quella parte del testo.
L'edizione del 1512 del testo menziona all'inizio una cronologia dinastica, che presenta numerose discrepanze con le informazioni che compaiono più avanti nel testo. Secondo Robert Buswell Jr. e Donald S. Lopez Jr., questa cronologia potrebbe essere stata un'aggiunta del XIV secolo alla compilazione di Il-yeon.

## Eredità nazionale

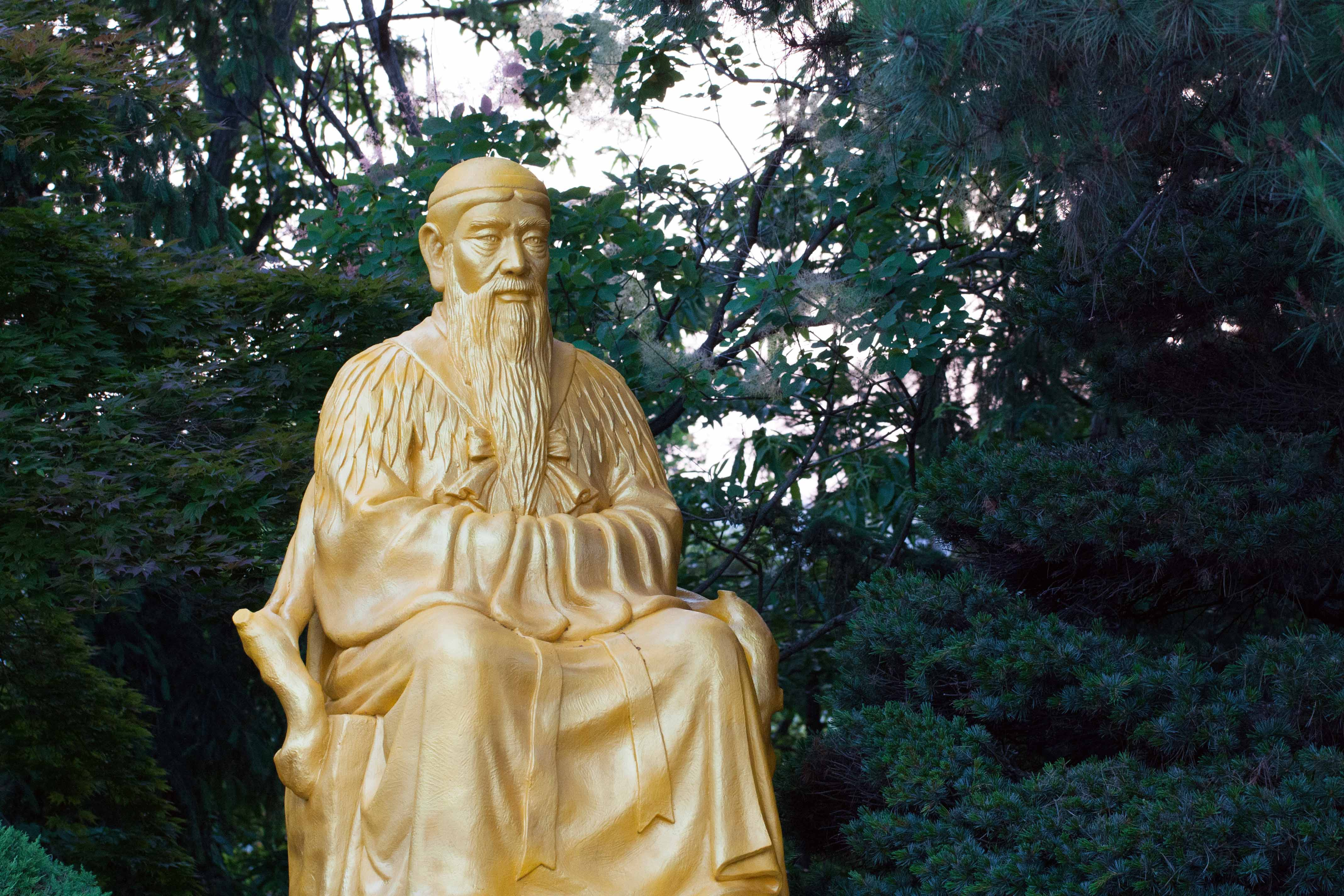
Statua di Gojoseon Tangun-Wanggeom

Il Samguk yusa comprende principalmente opere letterarie antiche sulla storia, sul buddhismo e sulle leggende, la maggior parte delle quali non esiste più ad oggi. Inoltre, è una delle fonti limitate per lo studio degli antichi sistemi linguistici coreani. In particolare, 14 brani hyangga (antiche canzoni popolari coreane) sono una parte essenziale di uno studio sulla letteratura coreana classica. Inoltre, lo scrittore Il-yeon utilizza diversi stili di scrittura, inclusi quelli della cultura buddhista sinitica. Il libro include anche molte informazioni sull'arte buddhista, il tipo dominante di arte nell'antica storia dell'arte coreana. Infine, il libro comprende varie testimonianze scritte sui giovani soldati durante la dinastia Silla.

## Confronto con ilSamguk sagi

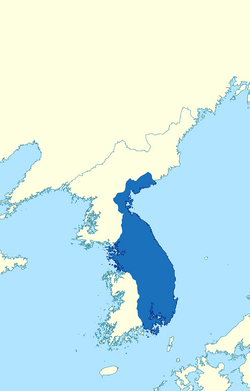
Mappa di Silla

Il Samguk sagi e il Samguk yusa sono spesso paragonati in termini di libri di storia coreani, in quanto entrambi occupano una posizione di rilievo nella storia coreana. In termini di somiglianza, entrambi furono scritti da studiosi di Goryeo che credevano di discendere non da Goguryeo ma da Silla. Quindi, questo ha contribuito a rendere l'obiettivo principale sia del Samguk yusa che del Samguk sagi quello di enfatizzare la storia di Silla. Tuttavia, i due libri presentano alcune differenze: in primo luogo, mentre l'autore del Samguk yusa era un devoto monaco buddhista, il Samguk sagi è stato scritto da uno studioso-statista confuciano, Kim Bu-sik, consentendo ai lettori di accedere alle due diverse opere storiche secondo la prospettiva del Buddhismo o del Confucianesimo.
Secondo l'Amministrazione del Patrimonio Culturale della Corea, "il libro contiene una vasta gamma di documenti sui giovani soldati del periodo Silla, che sono più religiosi e poetici di quelli scritti nel Samguk sagi". D'altra parte, gli studi hanno scoperto che "Il Samguk sagi fu quasi immediatamente accettato come una delle storie più definitive del suo tempo e nel giro di diversi decenni fu letto anche in Cina." Pertanto, si può affermare che, anche se il Samguk yusa fu scritto un secolo dopo, Il-yeon fece molto affidamento sul Samguk sagi. Inoltre, il Samguk yusa contiene molti elementi storici non presenti nel Samguk sagi. Poiché è lo stesso anche in riserva, si constata che le due opere si completano a vicenda.
Kim Bu-sik ha tentato un approccio più razionale e logico verso gli scritti storici, mentre l'approccio romantico del buddhismo del Samguk yusa della dinastia Goryeo ha permesso ai lettori di sperimentare le antiche culture storiche come superstizioni, folklore e storie mitiche. Entrambi i libri storici sono generalmente focalizzati su determinati contesti in termini di religione. Nonostante la scrittura ragionata del Samguk sagi, gli storici e gli studiosi nazionalisti si riferiscono ad esso come un libro cinese incentrato sul confucianesimo, sostenendo che infonde un atteggiamento subordinato (Sadae) con l'antica tradizione ignorata. Al contrario, nel caso del Samguk yusa, la maggior parte del testo è dedicata al buddhismo, che è stato adattato allo stile coreano sotto l'influenza dell'autore buddhista; l'unica occasione in cui si testimonia il confucianesimo è la Parte 9, che esprime la pietà filiale come una via del buddhismo. Naturalmente, il contenuto del Samguk yusa non poteva fare a meno di essere influenzato più dal valore buddhista di Il-yeon che dal Samguk sagi. Il lavoro di Il-yeon fornisce quattro storie bizzarre che descrivono la scoperta di reperti archeologici per dimostrare l'esistenza del buddhismo nell'era premoderna, l'epoca in cui viene raccontata la storia. Passando alle statistiche, gli scritti del Samguk yusa consistono in storie buddhiste, inclusi i principi del buddhismo e vari monaci buddhisti, che rappresentano circa il quarantanove per cento (49,5%) del totale. In termini di adeguata esposizione fattuale, il Samguk yusa trasmette informazioni storiche relativamente insufficienti; informazioni, come la spiegazione di Kwalogup (terra dei funzionari) e Sigup (la terra per la produzione di cibo), che sono ben descritte in dettaglio nel Samguk sagi. Tuttavia, il Samguk yusa e il Samguk sagi sono reciprocamente considerati complementari per quanto riguarda le antiche registrazioni incomplete tra i coreani di oggi.

## Affidabilità storica
Molte delle leggende alla base dei vari regni della storia coreana sono scritte nel Samguk yusa. Il testo copre leggende di molti regni coreani, tra cui Gojoseon, Wiman Joseon, Buyeo, Goguryeo, Baekje, Silla e Gaya. A differenza del Samguk sagi, più incentrato sui fatti, il Samguk yusa si concentra su vari racconti popolari, leggende e biografie della prima storia coreana. Date le sue narrazioni mitiche, l'affidabilità del Samguk yusa è discutibile.
L'autore ha tentato di mantenere le frasi originali tratte da varie fonti, tra cui la letteratura buddhista cinese, la letteratura storica coreana e le lingue scritte in epigrafia, e talvolta ha omesso frasi non necessarie o parafrasato diverse espressioni con l'intenzione di integrarle nell'intera storia. In termini di approccio alla ricerca, Il-yeon considerava la qualità e la quantità delle risorse come elementi cruciali per il suo lavoro, utilizzava il "commento testuale inserito" per valutare seriamente le sue risorse, consentiva ai lettori di accedere a informazioni comparative sulla storia, e espresse persino preoccupazioni sull'attendibilità quando non c'erano informazioni sufficienti da descrivere. Inoltre, Il-yeon tentò di utilizzare varie versioni della stessa storia quando registrò racconti popolari e miti. Ad esempio, quando Il-yeon registrò la storia di Tangun all'inizio del libro, aggiunse esattamente i commenti secondo cui la storia di Tangun era citata sia dal Wei-shu ("Storia della dinastia Wei") che dal Tangun kogi ("Antico documento di Tangun"). Questo commento è prezioso, poiché entrambi i libri di storia non sono attualmente accessibili. Anche l'iscrizione del Samguk yusa è una fonte relativamente credibile, ma il suo contenuto si limita principalmente alla mobilitazione dei contadini per la costruzione di dighe e alla descrizione delle proprietà fondiarie per il tempio. In ogni caso, anche questo libro di storia è circondato da scetticismo. Esso non è stato in grado di interpretare e spiegare con precisione il quadro dettagliato di Silla stesso, poiché questo libro è stato scritto nel periodo Goryeo, durante il quale era trascorso molto tempo dal periodo dei Tre Regni. Sono escluse le storie delle altre nazioni del periodo dei tre regni Goguryeo e Baekje, che costituiscono la stragrande maggioranza delle storie di Silla, in particolare le storie provenienti dalla Corea sud-orientale, la regione di Kyngsang, conosciuta come il luogo di nascita di Il-yeon. Per quanto riguarda la religione, il confucianesimo, che influenzò notevolmente il comportamento degli asiatici orientali, comprese Cina e Corea, fu trattato marginalmente nei racconti del Samguk yusa, di stampo buddhista, come una religione sottomessa. Ad esempio, nel Racconto del monaco Chinjong, le ragioni filiali di Chinjong per non voler entrare nella vita monastica sono contrastate da sua madre, e questo riflette che la vita monastica sarebbe considerata un comportamento ancora più filiale rispetto a ignorare la pietà filiale. Inoltre, il libro è in realtà piuttosto parziale nel tentativo di fornire una descrizione imparziale dello strato sociale. L'aristocrazia e i membri delle classi superiori costituiscono oltre la metà del numero totale dei protagonisti narrativi, con le figure correlate ai monaci o alle monache buddhiste che rappresentano circa il 25% e i cittadini comuni sono solo l'8% circa dei personaggi presi in considerazione. Va chiarito che il Samguk yusa trattava principalmente le storie della classe alta di Silla, anziché della gente comune. Sebbene i lettori che intendano comprendere l'intera storia debbano semplicemente fare affidamento sulle risorse che Il-yeon scelse di inserire nel Samguk yusa, è consigliato come lettura utile allo scopo di comprendere il panorama generale di Silla.

## Influenza sul buddhismo coreano tradizionale

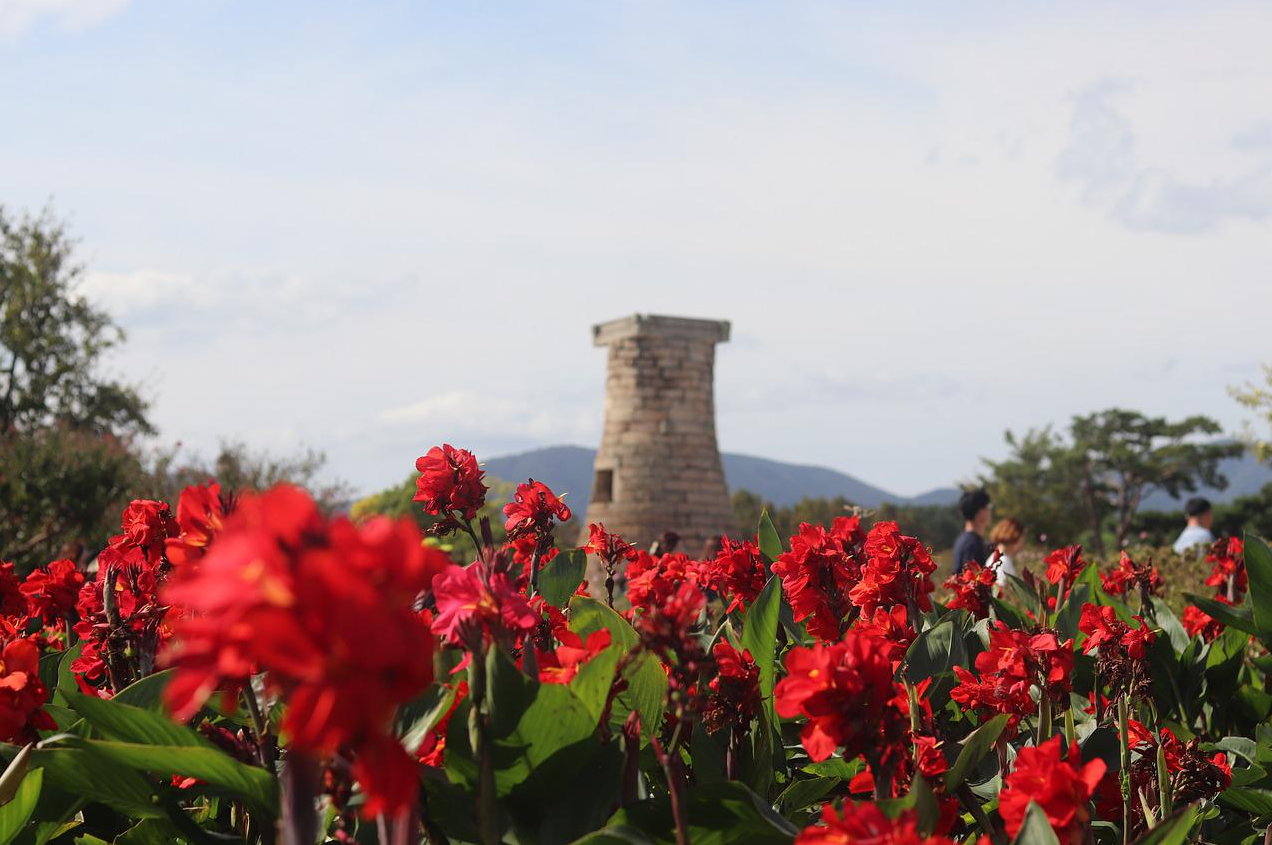
Osservatorio di Chomseongdae, Gyeongju.

Il periodo dei Tre Regni nel Samguk yusa è l'epoca dell'inizio di varie istituzioni, insegnamenti, pratiche religiose e culti. I racconti sono sia descrittivi che prescrittivi perché sono stati la fonte della tradizione buddhista coreana fino ai giorni nostri, in quanto la nascita della tradizione è descritta nel libro. I luoghi menzionati nel libro sono importanti punti religiosi anche nell'attuale Corea del Sud. "Il nome delle montagne nel Samguk yusa collega la Corea con la Cina e l'India e ricrea simbolicamente gli attuali luoghi sacri del buddhismo in Corea". La maggior parte delle storie nel Samguk yusa includevano un topos comune, quando i resti di templi e statue vengono trovati e divulgati in luoghi chiave come le montagne. Questo può essere descritto come una forma di ierofania e i luoghi chiave religiosi di Silla includevano quei luoghi. La storia presente nel Samguk yusa conta diecimila Buddha e bodhisattva che cambiano se stessi all'apice delle diverse montagne. Inoltre, questa storia presenta la Corea come un Paese con le migliori condizioni karmiche al mondo per costruire una grande statua del Buddha, addirittura più adatto dell'India, patria del buddhismo. Le montagne furono successivamente trasformate in un'unica grande area religiosa comprendente numerosi templi e santuari. Ciascuno dei luoghi era dedicato a determinati buddha e bodhisattva e veniva utilizzato per le pratiche rituali da eseguire.

## Racconti e leggende
Il testo copre una vasta gamma di argomenti, tra cui geografia, letteratura, religione, arte e folklore, nonché storia antica. Le storie provengono naturalmente dalle vite del popolo di Goryeo sotto le estreme sofferenze dell'era dominata dai mongoli, al fine di rafforzare sia la loro identità come nazione che come discendenti di un antenato comune. Tra queste, ci sono alcune storie rappresentative.

### Lady Suro
Quando Soon Jeong-gong pranzò al padiglione Imhaejeong mentre assumeva l'incarico di taesu di Gangneung durante il regno di re Seongdeok, la moglie di Soon Jeong, Lady Suro, vide che i fiori dell'azalea reale erano in piena fioritura, e chiese alle persone intorno a lei di raccogliere quei fiori, e un vecchio, che stava camminando lungo la strada con una mucca, ascoltò la donna e le colse il fiore. Dopodiché, un drago apparve all'improvviso dal mare e trascinò la moglie di Soon Jeong-gong, Lady Suro, in mare, e un vecchio apparve all'improvviso e disse: "Se raduni la gente e canti una canzone e colpisci la collina del fiume con un bastone, potrai incontrare tua moglie." Soon Jeong-gong fece come aveva detto l'uomo, e il drago realmente fece uscire sua moglie e la mandò davanti a loro. Questa storia ritrae l'impareggiabile bellezza di Lady Suro, che le anime dell'acqua non possono ignorare.

### Il sogno di Choshin
Un monaco che adorava Kim Nang-ja implorò con entusiasmo il Bodhisattva Gwaneum di realizzare l'amore con lei; tuttavia, un giorno, seppe che si era sposata. Choshin si addormentò risentito nei confronti del Bodhisattva Avalokitesvara, ma quando Kim Nang-ja venne di notte e gli chiese di avere una relazione, andò insieme a lei nella sua città natale con gioia e visse per più di quarant'anni. Nel frattempo ebbe cinque figli, ma era povero e vagabondava. Suo figlio di 15 anni morì di fame mentre attraversava il passo Haehyeonryeong a Myeongju, ma lui non riuscì a celebrare un funerale. Quando Kim Nang-ja disse: "Rompiamo l'uno con l'altro piuttosto che continuare la vita miserabile così com'è", Choshin fu d'accordo, e si risvegliò dal suo sogno mentre cercava di lasciare la strada dopo aver condiviso i bambini tra loro. Dopo aver vissuto in sogno una vita miserabile di povertà, Choshin si rese conto di quanto sia vana la vita umana.

## Collezioni

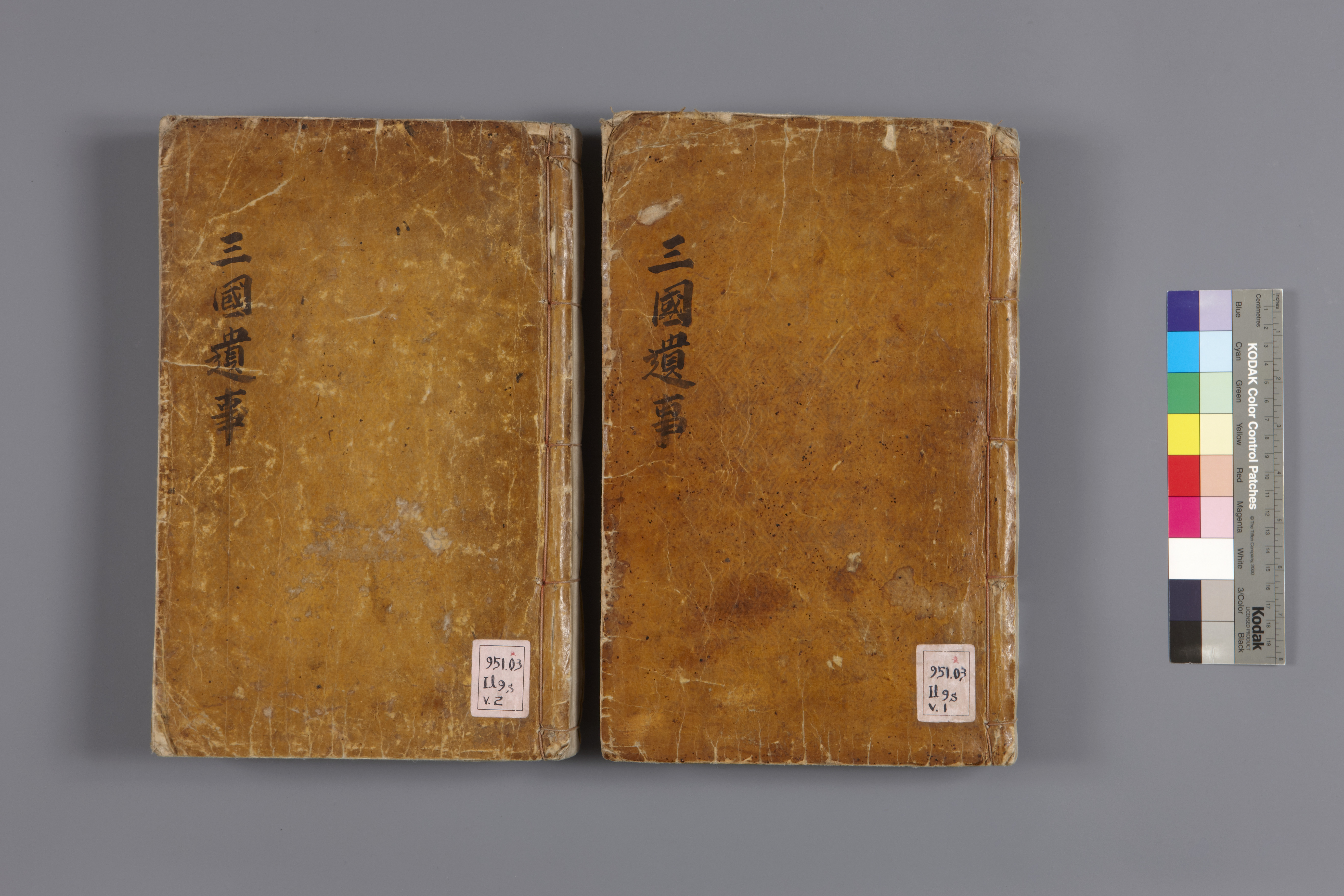
Foto del Samguk yusa, dalla collezione Kyujanggak

### Collezione Kyujanggak
È di proprietà dell'Istituto Kyujanggak per gli Studi Coreani. Questo libro è noto come la versione più antica del Samguk yusa. E' l'unico libro senza pagine mancanti ed è completo di tutti i libri del Samguk yusa pubblicati a Gyeongju nel 1512 (il settimo anno del regno di Jungjong). Questa edizione è prevalentemente utilizzata da studiosi accademici nelle ricerche.

### Collezione di Beomeosa
Il Samguk yusa di Beomeosa (un libro composto dai volumi 4 e 5), designato come Tesoro nazionale n. 306-4, è conservato nel tempio Beomeosa a Busan e non include i volumi dall'1 al 3. Oltre a questa copia sono state rinvenute altre due edizioni stampate in legno del Samguk yusa e sono state designate come Tesoro nazionale n. 306 e 306-3. Anche se questa edizione è un set incompleto, i ricercatori la considerano di grande valore. È la prima copia stampata del Samguk yusa ad essere stata incisa su legno nel 1934. Questa edizione è considerata significativa sia dal punto di vista storico che accademico in quanto è una copia cruciale per il restauro dell'originale xilografia stampata del Samguk yusa, dato che è l'unica fonte con cui si possono includere i capitoli 28, 29 e 30, che mancano nelle altre copie, insieme alle lettere mancanti e agli errori nella copia pubblicata nel 1512 (il settimo anno del regno di re Jungjong). Inoltre, la collezione di Beomeosa risulta essere strettamente correlata a quella pubblicata nel 1512 in termini di carattere, dimensione e spaziatura tra le righe, il che dimostra che la sua importanza per la ricerca bibliografica fu riconosciuta anche durante il periodo Joseon. Inoltre, poiché contiene informazioni su come leggere i caratteri cinesi utilizzati nel testo in hangul (alfabeto coreano), è un materiale applicabile per i ricercatori dell'antica lingua coreana. È stato designato Tesoro nazionale della Repubblica di Corea il 27 agosto 2020.

### Collezione dell'Università della Corea
Questo libro contiene i volumi 3-5 del Samguk yusa. Mancano le prime 10 pagine del volume 3 e le pagine da 18 a 31 del volume 5 (per un totale di 23 pagine). La copertina di questo libro è stata restaurata e per il frontespizio è stata utilizzata una copertina a cinque fori intrecciata con filo rosso. Questo libro è stato conservato da Choe Nam-seon e successivamente è stato donato all'Università della Corea a Seul. Questo libro trae origine dall'edizione pubblicata a Gyeongju nel 1512 (il settimo anno del regno del re Jungjong della dinastia Joseon), che è la versione più comunemente utilizzata negli ultimi ambiti accademici. "Il libro appartiene alla copia ritirata relativamente presto tra le altre copie esistenti dell'edizione Jeongdeok del Samguk yusa, e ha valore come bibliografia dell'edizione Jeongdeok (conosciuta anche come edizione Imshin del re Jungjong)". È l'unica copia dell'edizione Jeongdeok a includere la desinenza coreana nei caratteri cinesi.

### Collezione Jung-gu
L'edizione Jung-gu del Samguk yusa è l'unica copia con il volume 2 e nessun altro volume. Di questa copia sono stati restaurati 4 fogli (17-20) delle 49 pagine del testo. La copertina è restaurata con motivo Manja con filo rosso a cinque aghi e la rilegatura è in buone condizioni.
Sulla copertina, "Hwangmajungyangwolmaedeuk Nisannamssigajang" è scritto in inchiostro al centro. Inoltre, la parola "Nisanjang" al centro del retro della copertina indica che è stato acquistato e conservato da una persona con cognome Nam nel febbraio del 55º anno del ganzhi. In termini di struttura, 24 pagine su 49 sono generalmente più lunghe di 1 cm rispetto all'edizione Jeongdeokbon. In termini di contenuto, si può vedere che fu pubblicato all'inizio della dinastia Joseon, poiché erano scritti in uno stile atto ad evitare i nomi dei re della dinastia Goryeo. Inoltre, include molte differenze rispetto all'edizione Jeongdeok, pubblicata a Gyeongju nel 1512 (il settimo anno del regno del re Jungjong), e funge da riferimento per confrontare e correggere gli errori nell'edizione Jeongdeok.

### Collezione Seodaemun-gu
Questa copia del Samguk yusa, designata come Tesoro nazionale della Corea (n. 306-3), è una delle prime edizioni Joseon. Insieme al calendario reale, la breve cronologia di Silla, Goguryeo, Baekje, Gaya e Silla unificato, Taebong (incluso Goryeo) e il Hubaekje, contiene le registrazioni di eventi mitici (fatti storici e culturali dal Gojoseon al tardo periodo dei Tre Regni). Anche se delle parti 3 e 5 rimangono su un totale di cinque libri, questa copia è preziosa in quanto è un'edizione completa senza pagine mancanti come uno dei primi libri di Joseon. Inoltre, ha un valore importante in quanto può integrare lettere difficili da leggere nel Samguk yusa pubblicato nel 1512 (settimo anno di regno di re Jungjong) e identificare le opere letterarie citate di cui non esistono copie disponibili ai giorni nostri.

### Collezione Jongno-gu
Questo libro è una raccolta di tre volumi, dal 3° al 5° volume del libro dei Tre Regni. Il titolo "Samguk yusa" è scritto a grandi lettere e in minuscolo, ed è scritto come "Seokju" sulla copertina di seta blu del libro. Ogni parte danneggiata e mancante della copia è stata riparata e completamente recuperata per corrispondere al contenuto originale. Il volume è composto da un totale di 107 pagine, 50 pagine del terzo capitolo (mancano le prime 6 pagine), 31 pagine del quarto capitolo e 26 pagine del quinto capitolo (mancano le ultime 4 pagine). D'altra parte, è possibile che la maggior parte dei primi libri Joseon non fossero applicati ai soggetti dei nomi dei re Goryeo, come Yong di Goryeo (il padre del re Taejo) e Mu (il nome di Hyejong) che furono sostituiti da altri personaggi in onore e samga. In termini di contenuto, ci sono molte differenze nel testo dei vari libri di Jeongdeokbon. Questo libro è il primo manoscritto ad essere stato pubblicato alla fine del XIV secolo (l'inizio della dinastia Joseon) prima del settimo anno del re Jungjong (1512) della dinastia Joseon. Inoltre, è una risorsa preziosa per correggere gli errori nell'edizione del primo periodo Joseon e funziona anche come bibliografia.

## Edizioni
- Iryŏn, Samguk yusa - Memorie dei Tre regni, a cura di Maurizio Riotto, Carocci, 30 gennaio 2020  [1280], ISBN 978-8843098248.